# Piekary (obwód grodzieński)
Piekary (biał. Пекары; ros. Пекари) – wieś na Białorusi, w obwodzie grodzieńskim, w rejonie wołkowyskim, w sielsowiecie Subacze, przy linii kolejowej Mosty – Wołkowysk. Od południa graniczą z Wołkowyskiem.
W dwudziestoleciu międzywojennym leżały w Polsce, w województwie białostockim, w powiecie wołkowyskim, w gminie Biskupice.